# Андре Блондел
Андре Ојген Блондел (фр. André Eugène Blondel) био је француски инжењер и физичар. Изумитељ је електромеханичког осцилографа и система фотометријских мерних јединица.